# Godzilla (serie animada de 1978)
Godzilla es una serie animada producida por Hanna Barbera y basada en las películas originales japonesas del Gran Monstruo Godzilla (Gojira en japonés) producidas por Toho Company.Ltd. La serie estuvo al aire por el canal NBC de Estados Unidos y TV Tokyo de Japón con dos temporadas entre los años 1978 y 1979 y con un total de 26 episodios producidos.

## Sinopsis
Godzilla (ahora convertido en una fuerza del bien), va en ayuda desde las profundidades del mar, de su sobrino Godzooky y sus amigos humanos, la Tripulación del Cálico, un cuarteto de investigadores conformado por el Capitán Carl Majors, la Doctora Quinn Darian, una bióloga, Brock el Asistente personal de esta, y Pete, sobrino de la Doctora Darian quien es muy amigo de Godzooky (a quien tienen como mascota).
A Bordo del Buque de Investigación "Cálico" (un hidroala), los personajes se embarcan en aventuras fantásticas en las que a su vez, Godzilla les rescata y se enfrenta a gigantescos monstruos destructores, en referencia a luchar contra lo que el alguna vez representaba cuando era el terror de las ciudades.
El capitán Carl Majors posee un radiocontrol para llamar a Godzilla presionando un botón rojo en caso de necesidad.

## Lista de episodios

### Primera Temporada (1978)
- 1. El Pájaro de Fuego (9 de septiembre de 1978).
- 2. El Devorador de Tierra (16 de septiembre de 1978).
- 3. El Ataque de las Criaturas de Piedra (23 de septiembre de 1978).
- 4. El Monstruo Megavoltio (30 de septiembre de 1978).
- 5. La Criatura Herbácea (7 de octubre de 1978).
- 6. La Bestia Solar (14 de octubre de 1978).
- 7. El Coloso de la Atlántida (21 de octubre de 1978).
- 8. La Isla Olvidada (28 de octubre de 1978).
- 9. La Isla de los Barcos Perdidos (4 de noviembre de 1978).
- 10. El Terror Magnético (11 de noviembre de 1978).
- 11. La Bestia Explosiva (18 de noviembre de 1978).
- 12. El Hombre de las Nieves (25 de noviembre de 1978).
- 13. La Ley de los Dragones (2 de diciembre de 1978).

### Segunda Temporada (1979)
- 1. Los Clones del Cálico (15 de septiembre de 1979).
- 2. Micro Godzilla (22 de septiembre de 1979)
- 3. El Barco Fantasma (29 de septiembre de 1979).
- 4. La Bestia de la Isla Tormenta (6 de octubre de 1979).
- 5. La Ciudad en las Nubes (13 de octubre de 1979).
- 6. La Ballena de Acero (20 de octubre de 1979).
- 7. El Valle de los Gigantes (27 de octubre de 1979).
- 8. Moonlode (3 de noviembre de 1979)
- 9. Los Guardianes de Oro (10 de noviembre de 1979)
- 10. Las Macro-Bestias (17 de noviembre de 1979)
- 11. Peligro en el Pacífico (24 de noviembre de 1979)
- 12. La Isla de la Muerte (1 de diciembre de 1979).
- 13. El Asteroide Mortal (8 de diciembre de 1979).

## Voces
- Jeff David – Capitán Carl Majors.
- Brenda Thompson – Dra. Quinn Darien
- Hilly Hicks – Brock.
- Al Eisenmann – Pete.
- Don Messick – Godzooky
- Ted Cassidy – Godzilla

### Doblaje al español
- Capitán Carl Majors – Blas García.
- Dra Quinn Darien – Maria Santander.
- Brock Borden – Yamil Atala, Alfonso Obregón.
- Godzilla – Tedd Cassidy (con los efectos de voz originales)
- Godzooky – Don Messick (con los efectos de voz originales)

- Voces Adicionales:

- Esteban Siller
- Eladio González Garza
- Eduardo Alcaraz
- Francisco Colmenero
- Jesús Brock
- Diana Santos
- Maru Guzmán
- Cristina Camargo
- Arturo Mercado
- Luis Puente
- Pedro D'Aguillón - epis. # 01 - Profesor.